# Prêmio Memorial Albert Leon Whiteman
O Prêmio Memorial Albert Leon Whiteman (em inglês:  Albert Leon Whiteman Memorial Prize) é um prêmio concedido pela American Mathematical Society (AMS), por realizações de destaque em história da matemática.
O prêmio foi instituído em 1998 por Sally Whiteman em memória de seu falecido marido Albert Leon Whiteman, sendo concedido desde então pela American Mathematical Society. Seu valor monetário é de US$ 5 mil dólares, sendo concedido pela primeira vez em 2001. Concedido inicialmente a cada quatro anos, é concedido desde 2009 a cada três anos.

## Recipientes
- 2001 Thomas William Hawkins
- 2005 Harold Edwards
- 2009 Jeremy Gray
- 2012 Joseph Dauben
- 2015 Umberto Bottazzini
- 2018 Karen Parshall
- 2021 Judith Grabiner